# Jaimie Alexander

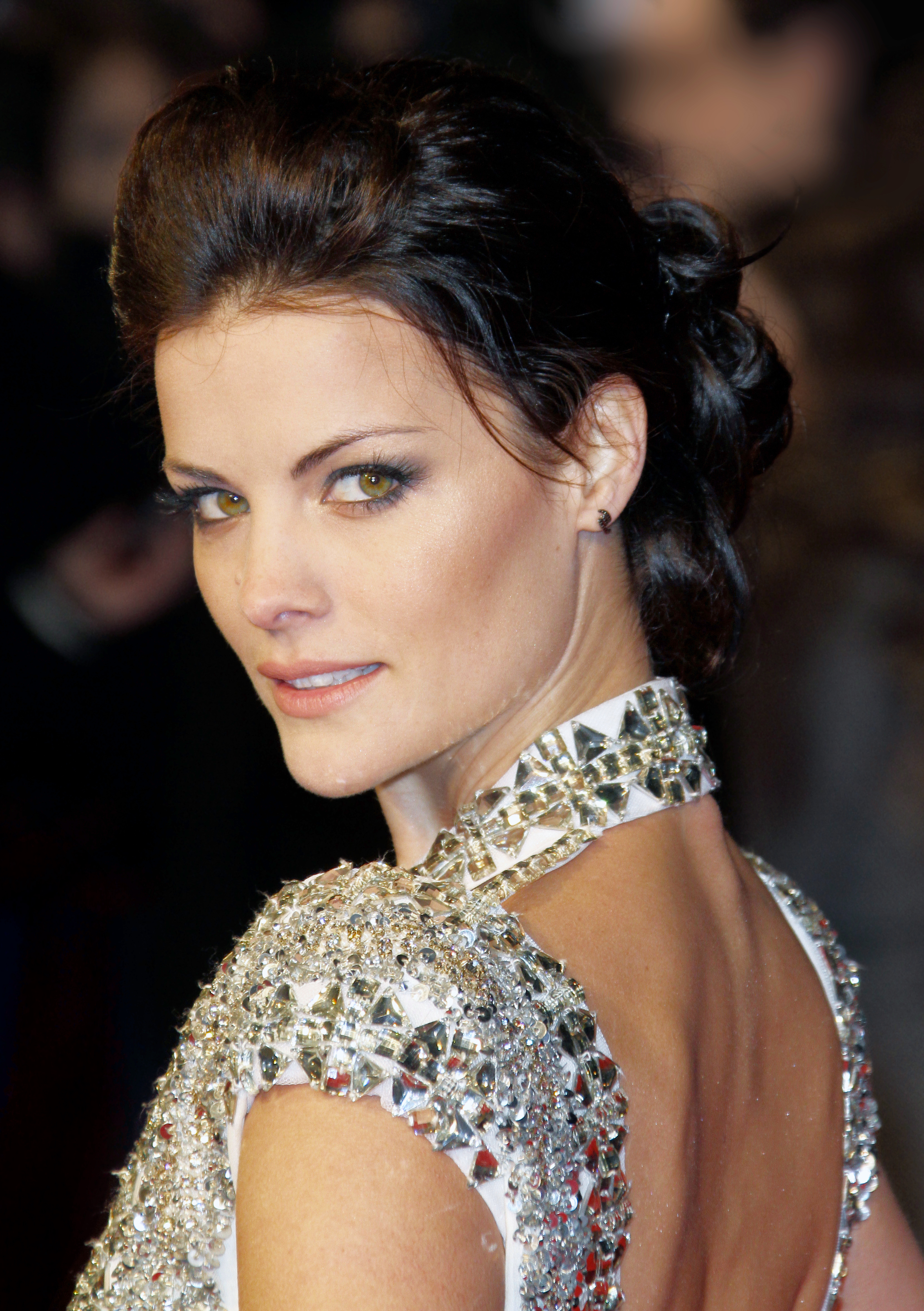
Alexander, 2013

Jaimie Lauren Alexander (* 12. März 1984 in Greenville, South Carolina als Jaimie Lauren Tarbush) ist eine US-amerikanische Schauspielerin.

## Leben
Jaimie Alexander wuchs in Grapevine, Texas auf. Ihren ersten Auftritt in einem Film hatte sie in Squirrel Trap. Es folgten weitere Rollen in Filmen und Fernsehserien, wie It’s Always Sunny in Philadelphia. Für die Serie Watch Over Me war sie von 2006 bis 2007 fest engagiert, sie trat in insgesamt 58 Folgen auf. In anderen Serien wie CSI: Miami hatte sie Gastrollen. Für ihre Rolle der Jessi/XX in der Serie Kyle XY wurde sie 2008 für den Saturn Award als beste Nebendarstellerin nominiert.
Zudem wirkte sie auch in diversen Spielfilmen mit, wie beispielsweise in Love and other Drugs – Nebenwirkung inklusive oder als Sif der Marvel-Comics-Adaptionen Thor (2011) und der Fortsetzung Thor – The Dark Kingdom (2013). Von 2015 bis 2020 spiele sie als Jane Doe die Hauptrolle in der Serie Blindspot.
Ab 2018 war sie mit ihrem Schauspielkollegen Tom Pelphrey liiert. Während der Corona-Pandemie trennte sich das Paar.

## Filmografie (Auswahl)
- 2004: Squirrel Trap

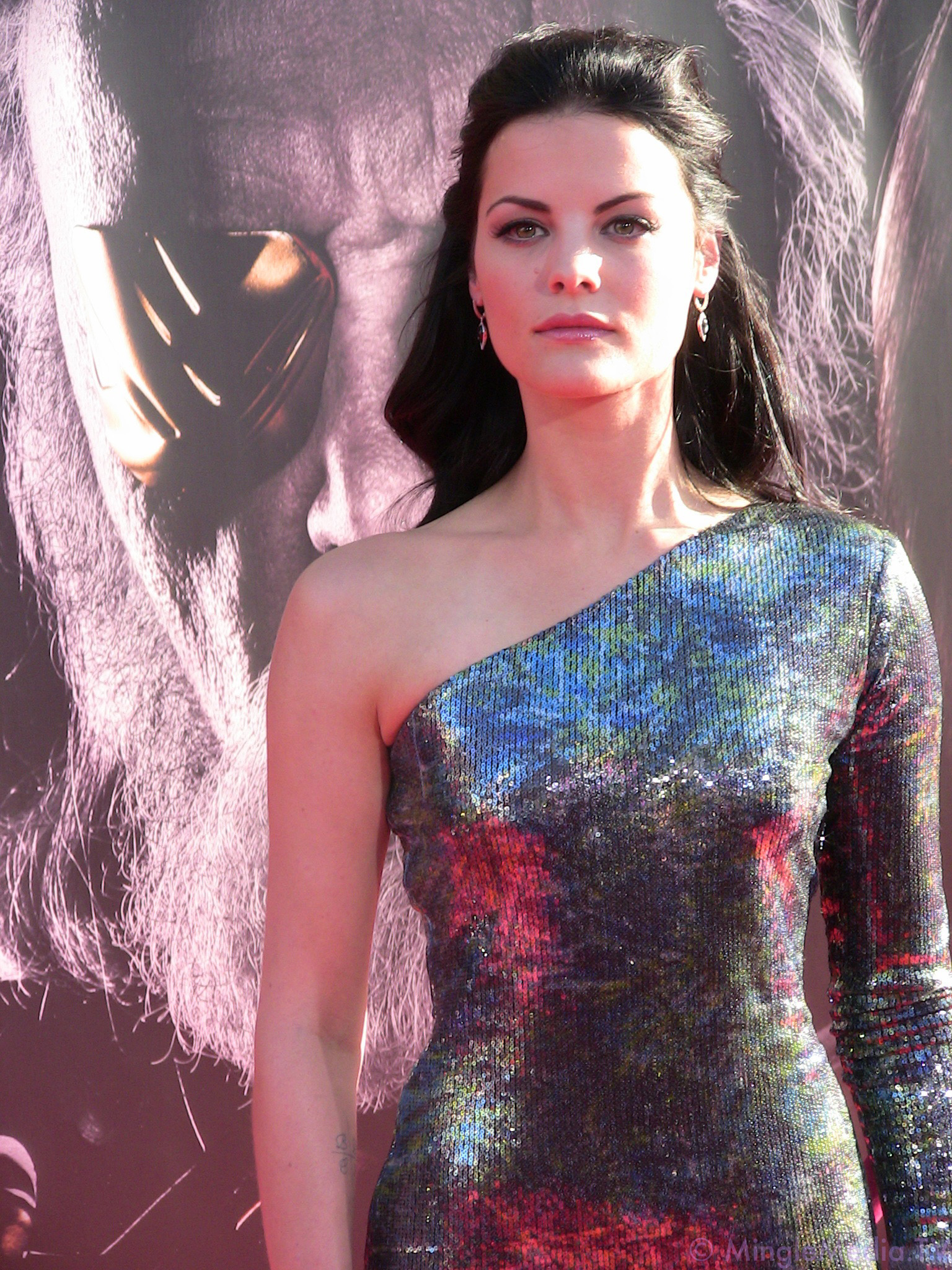
Jaimie Alexander bei der Premiere von Thor – The Dark Kingdom (2013)

- 2005: It’s Always Sunny in Philadelphia (Fernsehserie, Episode 1x03)
- 2006: The Other Side – Fürchte die Jäger der Hölle (The Other Side)
- 2006: Standoff (Fernsehserie, Episode 1x01)
- 2006: Rest Stop
- 2006–2007: Watch Over Me (Fernsehserie, 58 Episoden)
- 2007–2009: Kyle XY (Fernsehserie, 33 Episoden)
- 2007: Evil Ground – Fluch der Vergangenheit (Hallowed Ground)
- 2008: Here Lies Revelations
- 2009: CSI: Miami (Fernsehserie, Episode 7x18)
- 2009: Bones – Die Knochenjägerin (Bones, Fernsehserie, Episode 4x24)
- 2010: Love and other Drugs – Nebenwirkung inklusive (Love & Other Drugs)
- 2010: Ultradome (Fernsehserie, Episode 1x02)
- 2010: Covert Affairs (Fernsehserie, Episoden 2x05–2x06)
- 2011: Thor
- 2011: Nurse Jackie (Fernsehserie, 3 Episoden)
- 2011: Loosies
- 2012: Perception (Fernsehserie, Episode 1x05)
- 2013: Intersections
- 2013: Savannah
- 2013: The Last Stand
- 2013: Thor – The Dark Kingdom (Thor: The Dark World)
- 2014–2015: Marvel’s Agents of S.H.I.E.L.D. (Fernsehserie, 2 Episoden)
- 2015: The Brink – Die Welt am Abgrund (The Brink, Fernsehserie, 4 Episoden)
- 2015–2020: Blindspot (Fernsehserie, 100 Episoden)
- 2016: Ein tödliches Versprechen (Broken Vows)
- 2018: London Fields
- 2021: Loki (Fernsehserie, Episode 1x04)
- 2021: What If…? (Fernsehserie, 2 Episoden, Stimme)
- 2022: Thor: Love and Thunder
- 2022: Chase (Last Seen Alive)
- 2022: The Minute You Wake up Dead

## Auszeichnungen
- 2008: Nominierung für den Saturn Award als beste Nebendarstellerin in Kyle XY
- 2011: Nominierung für den Scream Award als beste Nebendarstellerin und als beste Newcomerin für ihre Rolle in Thor[3]